# 井上武士
井上 武士（いのうえ たけし、1894年（明治27年）8月6日 - 1974年（昭和49年）11月8日）は、日本の作曲家。東京音楽大学教授。群馬県勢多郡芳賀村（現在の前橋市）出身。代表作は「チューリップ」「海」。作曲数は約500曲とも200曲以上ともされ、日本音楽史上に残る数々の唱歌・童謡の作品を遺した。上記2曲は日本の歌百選に選ばれている。

## 経歴
- 1894年（明治27年）8月6日 - 勢多郡芳賀村大字五代に、漢方医の父井上隆伯、母きよの間に、4男3女の末子として生まれる[3]。長兄大五郎は高崎第15連隊の大尉[4][5]、次兄正男は台湾の花蓮港高等女学校（中国語版）校長などを務め[6]、三兄英男は弁護士となっている[7]。
- 1909年（明治42年）3月 - 芳賀尋常高等小学校卒業[8]。
- 1914年（大正3年）3月 - 群馬県師範学校（現在の群馬大学共同教育学部）卒業。翌年まで勢多郡上川淵尋常高等小学校訓導として勤務[9]。
- 1915年（大正4年）4月 - 東京音楽学校甲種師範科（現在の東京芸術大学）仮入学。1年の1学期の成績によって本入学が許可された。東京音楽学校では1年次にオルガンを楠美恩三郎、ヴァイオリンを大塚淳、音楽通論を信時潔、写譜を青木友忠（草川信の兄）・舟橋栄吉、国語と修身を吉丸一昌、音楽史を乙骨三郎、英語を富尾木知佳、心理を船越文教、唱歌を岡野貞一、ダンスを坪井玄道から教わったと書いている。また2年次に和声を中田章、国語と漢文を大須賀績、高野辰之、藤村作に学び、3年次にオルガン、楽式初歩、和声論を島崎赤太郎に学んだ[10]。
- 1918年（大正7年）3月 - 東京音楽学校甲種師範科卒業。台湾総督府国語学校学校教諭として台湾に赴任[11]。
- 1919年（大正8年）9月 - 長野県師範学校（現在の信州大学教育学部）教諭となる[12]。
- 1924年（大正13年）6月 - 神奈川県横浜市青木尋常高等小学校訓導、横浜市小学校唱歌指導員となる[13]。
- 1931年（昭和6年）9月 - 東京高等師範学校訓導となる[14]。戦後東京教育大学附属中学校高等学校教諭[15]。
- 1940年（昭和15年）5月 - 国民学校芸能科音楽教科書編集委員任命[15]。
- 1953年（昭和28年）9月 - 東京芸術大学講師[15]。
- 1959年（昭和34年）4月 - 東洋音楽短期大学兼任講師[15]。
- 1961年（昭和36年）8月 - 東京芸術大学を定年退職[15]。
- 1962年（昭和37年）4月 - 洗足学園音楽短期大学教授[15]。
- 1963年（昭和38年）4月 - 東洋音楽大学講師[15]。
- 1964年（昭和39年）11月 - 東洋音楽大学教授、音楽学部長[15]。
- 1969年（昭和44年）
  - 3月 - 東洋音楽大学を退職[15]。
  - 4月 - 東京声専音楽学校専任講師、副校長[15]。
- 1974年（昭和49年）
  - 11月8日 - 横浜の自邸で死去（80歳）[1]。叙従四位、勲四等瑞宝章受章[15]。墓所は前橋市端気町の善勝寺[2]。
  - 11月29日 - 特旨を以て位一級追陞[15]。

日本教育音楽協会会長・全日本自動音楽連盟会長などの要職を歴任。各地の学校の校歌作曲にも多く携わった。
戦後は、新宿区戸山町の戸山ハイツに居住。活動の傍ら地元の東戸山小学校PTAコーラスの指導も行っていた。
死後の1975年（昭和50年）、生前の業績をたたえて、母校の群馬大学に群馬大学教育学部同窓会と群馬県音楽教育協会によって石碑が建立された。レリーフ作成は磯部勘次。
母校前橋市立芳賀小学校にも1975年（昭和50年）建立の顕彰碑がある。

## 主な作品
- 「こいのぼり」（作詞：近藤宮子）[要出典]
- 「お月さま」
- 「うみ」（作詞：林柳波）
- 「うぐいす」（作詞：林柳波）
- 「チューリップ」（作詞：近藤宮子）
- 「ゆきだるま」（作詞：宮中雲子）
- 「菊の花」（作詞：小林愛雄）
- 「母の唄」（作詞：浜田広介）
- 「雨に濡れて」（作詞：井上武士・編曲：中田章）
- 「餅つき」（作詞者不詳）
- 「白虎隊」（作詞：石森延男）
- 「小楠公の母」（作詞者不詳）
- 「ポプラ」
- 「春」
- 「少女の歌」
- 「麦刈」（作詞：白鳥省吾）
- 「兄弟雀」
- 「山椿」
- 「朝風」
- 「落成式の歌」（作詞：水島藤吉）

## 校歌を作成した学校
- 八戸市立白鴎小学校
- 秋田市立山王中学校
- 秋田県立秋田中央高等学校
- 栗原市立築館中学校
- 酒田市立第一中学校
- 群馬県立館林中学校（現：群馬県立館林高等学校）
- 群馬県立盲唖学校
- 前橋市立女子高等学校
- 群馬県立大間々高等学校
- 前橋市立宮城中学校
- 前橋市立宮城小学校
- 前橋市立芳賀小学校
- 高崎市立寺尾小学校
- 前橋市立細井小学校
- 万場町立万場小学校
- 前橋市立元総社中学校
- 前橋市立富士見中学校
- 前橋市立敷島小学校
- 前橋市立駒形小学校
- 渋川市立北小学校
- 高崎市立倉賀野小学校
- 桐生市立桜木小学校
- 館林市立第一中学校
- 桐生市立新里中学校
- 太田市立強戸小学校
- 群馬県立太田工業高等学校
- 邑楽町立長柄小学校
- 日高市立高麗川小学校
- 千葉市立園生小学校
- 千葉市立誉田中学校
- 千葉県旭市立第二中学校
- 東京都立城北高等学校
- 東京都立日野高等学校
- 新宿区立天神小学校
- 新宿区立東戸山小学校
- 江戸川区立第二葛西小学校
- 江東区立平久小学校
- 新宿区立天神小学校
- 世田谷区立駒沢小学校
- 北区立滝野川小学校
- 西東京市立青嵐中学校
- 横浜市立子安小学校
- 横浜市立戸塚小学校
- 横浜市立戸部小学校
- 横浜市立根岸小学校
- 横浜市立青木小学校
- 横浜市立南小学校
- 横浜市立桜岡小学校
- 横浜市立山下小学校
- 横浜市立谷本中学校
- 横浜市立希望ヶ丘小学校
- 横浜市立斎藤分小学校
- 横浜市立上末吉小学校
- 川崎市立臨港中学校
- 藤沢市立明治小学校
- 厚木市立北小学校
- 東大阪市立柏田小学校
- 長野県松本工業高等学校
- 長野県茅野高等学校
- 長野県木曽高等学校
- 長野県岡谷南高等学校
- 私立長野俊英高等学校（旧篠ノ井旭高校）
- 安曇野市立明科中学校
- 軽井沢町立軽井沢中学校
- 長野市立芹田小学校
- 長野市立鬼無里小学校
- 長野市立山王小学校
- 長野市立下氷鉋小学校
- 長野市立吉田小学校
- 長野市立古牧小学校
- 長野市立通明小学校
- 長野市立浅川小学校
- 中野市立高社中学校
- 飯山市立木島小学校
- 下條村立下條中学校
- 阿南町立大下条小学校
- 明石市立錦城中学校
- 豊岡市立港中学校

## 主な著作・編著作
- 「明治音楽教育百年史」[16]
- 「音楽教育法」1955年
- 「二部合唱曲集」
- 「日本唱歌集」
- 「初等作曲法」1925年、共益商社書店
- 「楽典詳論」1930年、共益商社書店
- 「音楽創作指導の実際」1948年
- 「音楽教育講義」1949年
- 「音楽なはなし」1951年
- 「音楽教育振興根本問題について」1926年、教育音楽
- 「お義理的音楽教育」1927年、教育音楽
- 「音楽教育」1935年、藤井書店
- 「オンガクノクニ物語」1935年、共益商社書店
- 「音楽教育」1937年、非凡閣
- 「音楽歴史ものがたり」1938年、共益商社書店
- 「音楽教育読本」1938年、共益商社書店
- 「唱歌の研究授業」1939年、賢文館
- 「国民学校芸能科音楽精義」1940年、教育科学社

## 関連文献
- 「井上武士作品集」音楽之友社(1954). NCID BA72238497
- 大家重夫「著作権を確立した人々」(2003) 成文堂
- 大家重夫「唱歌『コヒノボリ』『チューリップ』と著作権」(2004) 全音楽譜出版社